# Umbrella
Umbrella este primul disc single extras de pe albumul Good Girl Gone Bad, al cântăreței de origine barbadiană Rihanna. Fiind o colaborare cu Jay-Z, piesa a câștigat notorietate în clasamentele de specialitate din toată lumea. De asemenea, piesa a ocupat prima poziție în clasamentul UK Singles Chart pentru zece săptămâni consecutive, fiind unul dintre cele mai longevive șlagăre din istoria clasamentului. „Umbrella” a fost inclusă în ierarhia celor mai bune cântece ale anului 2007, întocmită de revista Rolling Stone, ocupând locul al treilea.
Melodia a fost compusă de către The Dream. Conform compozitorilor ea a fost oferită lui Mary J. Blige și lui Britney Spears, înainte de a fi acceptată de către tânăra cântăreață. Premiera oficială a single-ului a fost pe data de 8 martie 2007. Câteva posturi radio majore din Los Angeles, Boston și New York au difuzat versiuni ale melodiei în care erau șterse părțile de rap ale lui Jay-Z.
Tânărul cântăreț de origine americană, Chris Brown a scris o melodie-răspuns, intiulată Cinderella, care are aceași linie melodică dar alt text. Remix-ul nu a avut parte de atenție din partea ascultătorilor, care au preferat varianta oficială.
Din pricina succesului mondial obținut de către această melodie, ea a fost reprodusă de către mulți cântăreți din toate colțurile lumii, având stiluri diferând de la acustic la hard-rock.
Rihanna a făcut câteva apariții formale în Regatul Unit pentru a promova single-ul. „Umbrella" a beneficiat de promovare în cadrul unor mari concerte și festivale precum Live Earth, GMTV, Loose Women, Blue Peter, Kiss Concert 2007, Sprint Concert, Zoopotia Show, Stripped Show, Canadian Idol, 106 & Park și The View.
Videoclipul pentru acest single a fost produs de către Chris Applebaum și a avut premiera pe data de 26 aprilie 2007.

## Videoclip
Videoclipul  filmat în februarie 2007.  începe cu Jay-Z cântând rap într-o ploaie de scântei. De-a lungul primului cor, ea poate fi văzută aparent mergând pe vârfuri. Mai târziu Rihanna este dezbrăcată și pintată cu argintiu. La sfârșitul videoclipului ea dansează alături de umbrela sa și alături de dansatori, totul într-o ploaie de scântei. În cadrul decernării premiilor 2007 MTV Video Music Awards videoclipul a fost nominalizat la cinci categorii și a câștigat la două dintre categorii: Videoclipul Anului și Single-ul Monstru al Anului . În Polonia acest videoclip a devenit cel mai difuzat din istoria MTV, devansând hitul „Hung Up" al Madonnei.

## Clasamente
„Umbrella]]” a devenit prima melodie cântată de către o femeie care a debutat pe poziția întâi în Regatul Unit. Aceasta a rămas pe această poziție timp de zece săptămâni.
Aceast single a obținut primul loc în topurile din întreaga lume, devenind unul dintre cel mai mare hit al anului 2007.
În România, cântecul a câștigat locul întâi, devansându-l pe Akon. În următoarea săptămână a căzut pe locul doi, pentru ca săptămâna următoare să revină pe prima poziție. 
Conform Radio And Records, Umbrella este cel mai ascultat cântec urban.
Melodia a atins poziția numărul întâi în Regatul Unit în perioada în care acea zonă a fost lovită de inundații, care i-au făcut pe unii oameni să glumească spunând că este blestemul Rihannei. Spre deosebire de Anglia, în Grecia „Umbrella” a avut cele mai proaste vânzări și poziții în top, acea zonă confruntându-se cu o caniculă foarte puternică. În Grecia single-ul a atins poziția cu numărul zece, dar a beneficiat de multe difuzări atât la radio cât și la TV.